# Lackmans

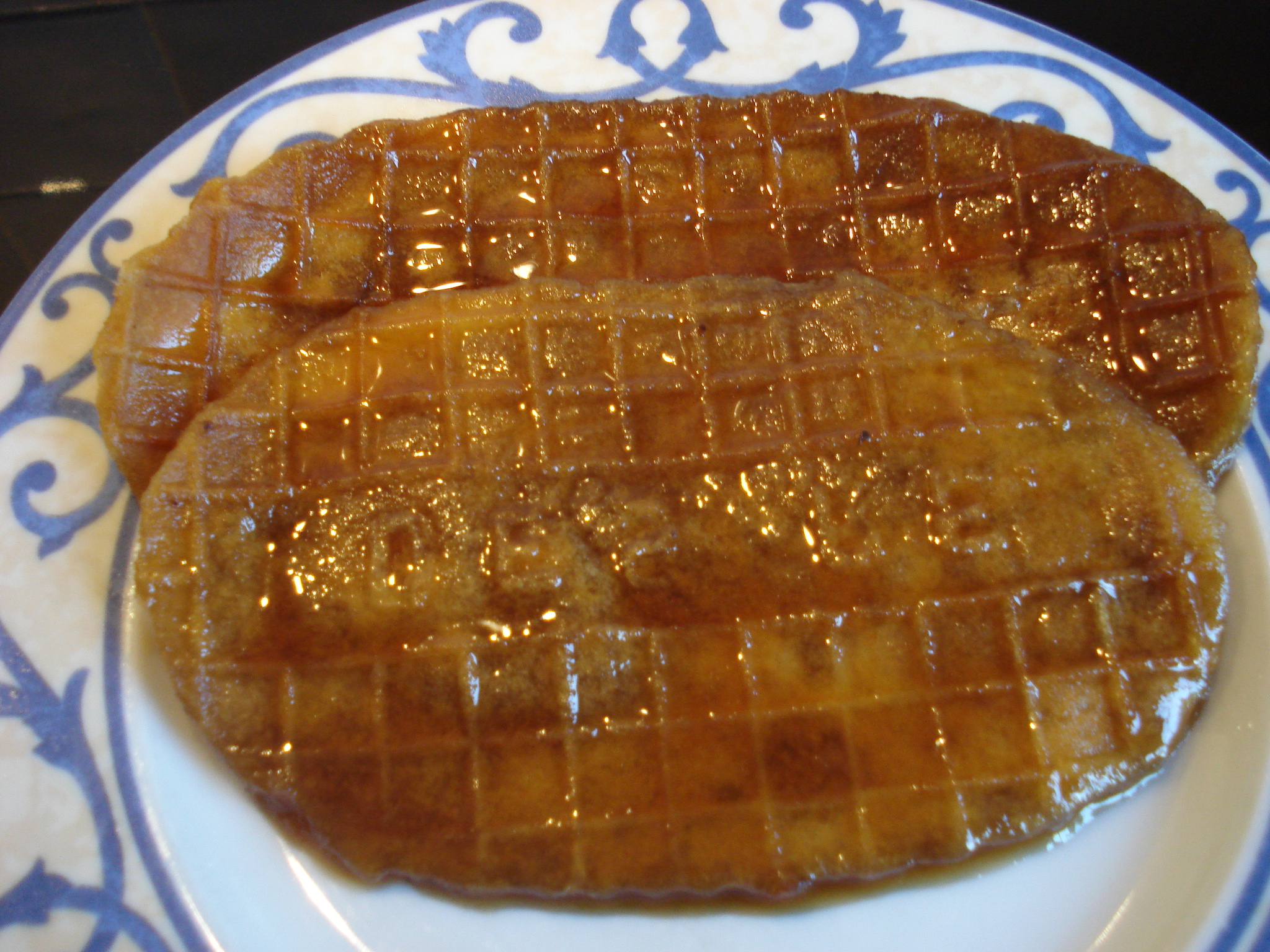
De lacquemant, lackmans of leckemans

Een lackmans, ook wel een lacquemant genoemd, is een dunne ovale wafel die over de lengte opengesneden wordt en gevuld wordt met een zeer vloeibare kandijsiroop. Het is een populair kermisgerecht uit de streek rond Antwerpen en Luik.
Deze wafel, die ook wel een "leckemans" genoemd wordt, was een uitvinding van Désiré Smidts, beter bekend onder de naam Désiré de Lille, in 1903.
De naam van de wafel is een eerbetoon aan de Rijselse pasteibakker Berthe Lacquemant, zijn voormalige werkgever. De oorsprong van het recept is geïnspireerd op een met basterdsuiker gevulde wafel (een specialiteit van het Franse Rijsel), maar gevuld met een stroperige suikercompositie, gecreëerd door Désiré Smidts. Het exacte recept van de wafel, en vooral de siroop die erbij hoort, blijft vertrouwelijk van vader op zoon.